# S. R. 나산
셀라판 라마나산(영어: Sellapan Ramanathan, 타밀어: செல்லப்பன் ராமநாதன், 문화어: 에쓰.아르.나싼, 1924년 7월 3일 ~ 2016년 8월 22일)은 싱가포르의 정치가이다. 보통 S. R. 나산(S. R. Nathan)으로 불린다. 타밀족 출신으로, 1999년 9월 1일 대통령 선거에서 싱가포르의 6번째 대통령으로 선출되었다. 2005년 재선에 성공하여 2011년까지 재임하였다.

## 역대 선거 결과
| 선거명      | 직책명            | 대수 | 정당   | 득표율   | 득표수 | 결과 | 당락 |
| ----------- | ----------------- | ---- | ------ | -------- | ------ | ---- | ---- |
| 1999년 선거 | 싱가포르의 대통령 | 6대  | 무소속 | 단독후보 | 무투표 | 1위  |      |
| 2005년 선거 | 싱가포르의 대통령 | 6대  | 무소속 | 단독후보 | 무투표 | 1위  |      |